# 伊丽莎白·麦克林
伊丽莎白·麦克林（Elizabeth Macklin，1952年—）是一位美国诗人。

## 生活
她在纽约州立大学波茨坦分校和马德里康普顿斯大学学习西班牙文学。 1974年至1999年，在《纽约客》工作，居住于纽约市。
直到 2000 年 2 月，她在西班牙的毕尔巴鄂呆了一年。
她担任巴斯克文学系列的翻译。 她的作品曾发表在《国家》 、 《新英格兰评论》 、 《新共和》 、 《纽约客》、  《纽约时报》 、 《巴黎评论》 、  《三便士评论》 、 和《耶鲁评论》 。 

## 奖项
- 1990年英格拉姆·梅里尔诗歌奖
- 1993古根海姆诗歌奖学金[7]
- 1999艾米·洛厄尔诗歌旅行奖学金[8]
- 2005年美国笔会中心笔会翻译基金资助

## 作品
- . The New Yorker. June 4, 2007  [2023-06-22]. （原始内容存档于2012-10-13）.
- Kirmen Uribe. . Graywolf Press. Elizabeth Macklin (trans.). （原始内容存档于2008-05-17）.

### 诗歌书籍
- . New York: W. W. Norton. 2000. ISBN 978-0-393-32158-6.
- . New York: W. W. Norton. 1992. ISBN 978-0-393-31105-1.

### 选集
- Melissa Tuckey (编). . University of Georgia Press. 2018. ISBN 978-0820353159.
- Elizabeth Schmidt (编). . Everyman's Library (Knopf). 2002. ISBN 978-0-375-41504-3.
- The Penguin Book of the Sonnet, ed. Phillis Levin (Penguin Books, 2001)
- The KGB Bar Book of Poems, ed. David Lehman & Star Black (HarperCollins; 2000)
- Bascove (编). . Godine. 1998. ISBN 978-1-56792-081-9.
- Prayers at 3 A.M., ed. Phil Cousineau (Harper San Francisco; 1995)
- Best American Poetry 1993, ed. Louise Glück and David Lehman (Scribners).
- Mark Strand, David Lehman (编). . Scribners. 1991. ISBN 978-0-684-19311-3.[9]

### 批评
- . Salon Magazine. August 3, 2000  [May 1, 2010]. （原始内容存档于April 23, 2009）.
- Macklin, Elizabeth. . The New York Times. October 21, 2001  [May 1, 2010]. （原始内容存档于2023-06-22）.
- Macklin, Elizabeth. . The New York Times. February 4, 2001  [May 1, 2010]. （原始内容存档于2023-06-25）.

### 翻译
- Kirmen Uribe. . Greywolf Press. 2007. ISBN 978-1-55597-458-9.

## 点评
2000 年 5 月， 《纽约时报》Deborah Weisgall 指出： 
围绕着她的诗歌，伊丽莎白·麦克林把语法作为一种脱离的支架。她建立了不稳定的平台，使她能够看到她的过去和她的家庭，并对记忆中混乱的痛苦进行分类：检查真相的欺骗性面。这些诗歌解析了生活的句子。紧张来自于麦克林如何测试语法的能力，既作为隐喻，又作为语言的原材料，来包围她的斜视和紧急问题。有时她的语法是俏皮的。她在一种改变的状态下，看着一缕烟升起，"高，最高，更高"有时也是严肃的。